# Roko Rogić
Roko Rogic (Zagreb, 25 de septiembre de 1992), es un baloncestista croata que actualmente juega en el San Pablo Burgos de la Liga LEB Oro. Con 1,88 metros de estatura, juega en la posición de base.

## Trayectoria deportiva
Rogic es un jugador nacido en Zagreb y formado en el KK Alkar con el que debutó a nivel profesional en la temporada 2011-12 en la A1 Liga, antes de firmar por el KK Cedevita en el que jugaría la siguiente temporada.
En las siguientes temporadas disputaría la A1 Liga en las filas del KK Krizevci, KK Zagreb, KK Velika Gorica y KK Skrljevo.
En la temporada 2016-17, regresa al KK Cedevita donde jugaría hasta el 14 de marzo de 2017, cuando firma por el Andrea Costa Imola de la Serie A2 italiana.
En la temporada 2017-18, firma por el OKK Spars Sarajevo de la Premijer Liga.
El 25 de septiembre de 2018, firma por el KK Hermes Znalitica de la A1 Liga.
El 4 de enero de 2019, firma por el KK Cibona con el que ganó la liga croata en la temporada 2018-19.
En la temporada 2019-20, firma con el CEZ Nymburk con el que logró un doblete (liga y copa) en la República Checa. 
En la temporada 2020-21, firma por el Mitteldeutscher BC de la Basketball Bundesliga.
En la temporada 2021-22, tendría experiencias en Hungría con el Szolnoki Olajbányász en el que jugaría hasta diciembre de 2021, antes de marcharse a Polonia para jugar en las filas del Twarde Pierniki Torun con el que acabaría la temporada.
En la temporada 2022-23, firma por el Pallacanestro Cantù de la Serie A2 italiana.
El 20 de septiembre de 2023, el jugador firma por el Real Betis Baloncesto de la Liga LEB Oro. El 4 de enero de 2024 rescindió su contrato con el club sevillano.
El 30 de enero de 2024, firma por el San Pablo Burgos de la Liga LEB Oro.

### Selección nacional
Ha sido internacional en los escalafones inferiores de la selección croata llegando a jugar con la absoluta varios partidos, entre ellos, clasificaciones para el Mundial, Europeo y Juegos Olímpicos.